# Aero Asia International
Aero Asia International is een Pakistaanse luchtvaartmaatschappij met haar thuisbasis in Karachi.

## Geschiedenis
Aero Asia International is opgericht in 1993 door de Tabani Groep.In 2006 werd de maatschappij overgenomen door de Engelse Regal groep.In 2006 werd tijdelijk de vliegvergunning ingetrokken door de Pakistaanse overheid waarna een vlootvernieuwing plaatsvond.

## Diensten
Aero Asia International voert lijnvluchten uit naar:(juni 2007)
Binnenland:
- Faisalabad, Islamabad, Karachi, Lahore, Multan, Pesjawar, Sukkur.

Buitenland:
- Abu Dhabi, Doha, Dubai, Masqat.

## Vloot
De vloot van Aero Asia International bestaat uit:(juni 2007)
- 1 Boeing 737-200
- 4  RomBAC111-500